# Giro di Svizzera 2016
Il Giro di Svizzera 2016, ottantesima edizione della corsa, valido come diciassettesima prova dell'UCI World Tour 2016, si svolse dall'11 al 19 giugno 2016 su un percorso di 1 197,2 km suddivisi in nove tappe, con partenza da Baar ed arrivo finale a Davos. La gara fu vinta dal colombiano Miguel Ángel López, che concluse con il tempo di 30h 55' 58" precedendo lo spagnolo Jon Izagirre e il francese Warren Barguil.

## Tappe
| Tappa  | Data      | Percorso                              | km      | Vincitore di tappa  | Leader cl. generale |
| ------ | --------- | ------------------------------------- | ------- | ------------------- | ------------------- |
| 1ª     | 11 giugno | Baar > Baar (cron. individuale)       | 6,4     | Fabian Cancellara   | Fabian Cancellara   |
| 2ª     | 12 giugno | Baar > Baar                           | 187,6   | Peter Sagan         | Jürgen Roelandts    |
| 3ª     | 13 giugno | Grosswangen > Rheinfelden             | 192,6   | Peter Sagan         | Peter Sagan         |
| 4ª     | 14 giugno | Rheinfelden > Champagne               | 193     | Maximiliano Richeze | Peter Sagan         |
| 5ª     | 15 giugno | Briga > Carì                          | 126,4   | Darwin Atapuma      | Pierre Latour       |
| 6ª     | 16 giugno | Weesen > Amden                        | 193,1   | Pieter Weening      | Wilco Kelderman     |
| 7ª     | 17 giugno | Arbon > Sölden/Rettenbachferner (AUT) | 224,3   | Tejay van Garderen  | Warren Barguil      |
| 8ª     | 18 giugno | Davos > Davos (cron. individuale)     | 16,8    | Jon Izagirre        | Miguel Ángel López  |
| 9ª     | 19 giugno | La Punt Chamues-ch > Davos            | 57      | Jarlinson Pantano   | Miguel Ángel López  |
| Totale | Totale    | Totale                                | 1 197,2 |                     |                     |

## Squadre partecipanti
Al Giro partecipano 22 squadre composte da 8 corridori, per un totale di 176 al via. Alle 18 squadre con licenza World Tour (partecipanti di diritto) si aggiungono 4 squadre Professional Continental invitate dall'organizzazione: CCC Sprandi Polkowice, Team Roth, Roompot e Verva ActiveJet.
| N.      | Cod. | Squadra                     |
| ------- | ---- | --------------------------- |
| 1-8     | KAT  | Team Katusha                |
| 11-18   | TFS  | Trek-Segafredo              |
| 21-28   | OGE  | Orica-GreenEDGE             |
| 31-38   | BMC  | BMC Racing Team             |
| 41-48   | TNK  | Tinkoff                     |
| 51-58   | SKY  | Team Sky                    |
| 61-68   | TLJ  | Team Lotto NL-Jumbo         |
| 71-78   | LAM  | Lampre-Merida               |
| 81-88   | TGA  | Team Giant-Alpecin          |
| 91-98   | CPT  | Cannondale Pro Cycling Team |
| 101-108 | LTS  | Lotto-Soudal                |

| N.      | Cod. | Squadra                |
| ------- | ---- | ---------------------- |
| 111-118 | EQS  | Etixx-Quick Step       |
| 121-128 | DDD  | Team Dimension Data    |
| 131-138 | FDJ  | FDJ                    |
| 141-148 | IAM  | IAM Cycling            |
| 151-158 | AST  | Astana Pro Team        |
| 161-168 | ALM  | AG2R La Mondiale       |
| 171-178 | MOV  | Movistar Team          |
| 181-188 | CCC  | CCC Sprandi Polkowice  |
| 191-198 | ROT  | Team Roth              |
| 201-208 | ROP  | Roompot Oranje Peloton |
| 211-218 | VAT  | Verva ActiveJet        |

## Dettaglio delle tappe

### 1ª tappa
- 11 giugno: Baar – Cronometro individuale – 6,4 km

Risultati
| Pos. | Corridore         | Squadra      | Tempo |
| ---- | ----------------- | ------------ | ----- |
| 1    | Fabian Cancellara | Trek         | 7'38" |
| 2    | Jürgen Roelandts  | Lotto-Soudal | a 1"  |
| 3    | Luke Durbridge    | Orica        | a 2"  |

| Pos. | Corridore         | Squadra      | Tempo |
| ---- | ----------------- | ------------ | ----- |
| 1    | Fabian Cancellara | Trek         | 7'38" |
| 2    | Jürgen Roelandts  | Lotto-Soudal | a 1"  |
| 3    | Luke Durbridge    | Orica        | a 2"  |

### 2ª tappa
- 12 giugno: Baar > Baar – 186,7 km

Risultati
| Pos. | Corridore           | Squadra | Tempo    |
| ---- | ------------------- | ------- | -------- |
| 1    | Peter Sagan         | Tinkoff | 4h35'19" |
| 2    | Maximiliano Richeze | Etixx   | s.t.     |
| 3    | Michael Matthews    | Orica   | s.t.     |

| Pos. | Corridore         | Squadra      | Tempo    |
| ---- | ----------------- | ------------ | -------- |
| 1    | Jürgen Roelandts  | Lotto-Soudal | 4h42'56" |
| 2    | Fabian Cancellara | Trek         | a 1"     |
| 3    | Luke Durbridge    | Orica        | a 6"     |

### 3ª tappa
- 13 giugno: Grosswangen > Rheinfelden – 192,6 km

Risultati
| Pos. | Corridore        | Squadra | Tempo    |
| ---- | ---------------- | ------- | -------- |
| 1    | Peter Sagan      | Tinkoff | 4h31'17" |
| 2    | Michael Albasini | Orica   | s.t.     |
| 3    | Silvan Dillier   | BMC     | s.t.     |

| Pos. | Corridore        | Squadra      | Tempo    |
| ---- | ---------------- | ------------ | -------- |
| 1    | Peter Sagan      | Tinkoff      | 9h14'13" |
| 2    | Jürgen Roelandts | Lotto-Soudal | a 3"     |
| 3    | Silvan Dillier   | BMC          | s.t.     |

### 4ª tappa
- 14 giugno: Rheinfelden > Champagne – 193 km

Risultati
| Pos. | Corridore           | Squadra | Tempo    |
| ---- | ------------------- | ------- | -------- |
| 1    | Maximiliano Richeze | Etixx   | 5h08'21" |
| 2    | Fernando Gaviria    | Etixx   | s.t.     |
| 3    | Peter Sagan         | Tinkoff | s.t.     |

| Pos. | Corridore        | Squadra      | Tempo     |
| ---- | ---------------- | ------------ | --------- |
| 1    | Peter Sagan      | Tinkoff      | 14h22'30" |
| 2    | Jürgen Roelandts | Lotto-Soudal | a 9"      |
| 3    | Silvan Dillier   | BMC          | s.t.      |

### 5ª tappa
- 15 giugno: Briga-Glis > Carì – 126,4 km

Risultati
| Pos. | Corridore      | Squadra | Tempo    |
| ---- | -------------- | ------- | -------- |
| 1    | Darwin Atapuma | BMC     | 3h41'52" |
| 2    | Warren Barguil | Giant   | a 4"     |
| 3    | Pierre Latour  | AG2R    | a 7"     |

| Pos. | Corridore       | Squadra  | Tempo     |
| ---- | --------------- | -------- | --------- |
| 1    | Pierre Latour   | AG2R     | 18h04'54" |
| 2    | Wilco Kelderman | Lotto NL | s.t.      |
| 3    | Geraint Thomas  | Sky      | a 5"      |

### 6ª tappa
- 16 giugno: Weesen > Amden – 193,1 km

Risultati
| Pos. | Corridore           | Squadra     | Tempo    |
| ---- | ------------------- | ----------- | -------- |
| 1    | Pieter Weening      | Roompot     | 4h33'47" |
| 2    | Maximiliano Richeze | Etixx       | a 2'37"  |
| 3    | Maciej Paterski     | CCC Sprandi | a 3'57"  |

| Pos. | Corridore       | Squadra    | Tempo     |
| ---- | --------------- | ---------- | --------- |
| 1    | Wilco Kelderman | Lotto NL   | 22h43'12" |
| 2    | Warren Barguil  | Giant      | a 16"     |
| 3    | Andrew Talansky | Cannondale | a 19"     |

### 7ª tappa
- 17 giugno: Arbon > Sölden/Rettenbachferner (AUT) – 224,3 km

Risultati
| Pos. | Corridore          | Squadra | Tempo    |
| ---- | ------------------ | ------- | -------- |
| 1    | Tejay van Garderen | BMC     | 6h26'13" |
| 2    | Miguel Ángel López | Astana  | a 16"    |
| 3    | Warren Barguil     | Giant   | s.t.     |

| Pos. | Corridore          | Squadra    | Tempo     |
| ---- | ------------------ | ---------- | --------- |
| 1    | Warren Barguil     | Giant      | 29h09'53" |
| 2    | Miguel Ángel López | Astana     | a 21"     |
| 3    | Andrew Talansky    | Cannondale | a 24"     |

### 8ª tappa
- 18 giugno: Davos – Cronometro individuale – 16,8 km

Risultati
| Pos. | Corridore          | Squadra  | Tempo  |
| ---- | ------------------ | -------- | ------ |
| 1    | Jon Izagirre       | Movistar | 21'31" |
| 2    | Miguel Ángel López | Astana   | a 18"  |
| 3    | Fabian Cancellara  | Trek     | a 19"  |

| Pos. | Corridore          | Squadra    | Tempo     |
| ---- | ------------------ | ---------- | --------- |
| 1    | Miguel Ángel López | Astana     | 29h32'03" |
| 2    | Andrew Talansky    | Cannondale | a 8"      |
| 3    | Jon Izagirre       | Movistar   | a 16"     |

### 9ª tappa
- 19 giugno: La Punt Chamues-ch > Davos – 57 km[2]

Risultati
| Pos. | Corridore         | Squadra  | Tempo    |
| ---- | ----------------- | -------- | -------- |
| 1    | Jarlinson Pantano | IAM      | 1h23'55" |
| 2    | Sergej Černeckij  | Katusha  | s.t      |
| 3    | Jon Izagirre      | Movistar | s.t.     |

| Pos. | Corridore          | Squadra  | Tempo     |
| ---- | ------------------ | -------- | --------- |
| 1    | Miguel Ángel López | Astana   | 30h55'58" |
| 2    | Jon Izagirre       | Movistar | a 12"     |
| 3    | Warren Barguil     | Giant    | a 18"     |

## Evoluzione delle classifiche
| Tappa              | Vincitore           | Classifica generale Maglia gialla | Classifica a punti Maglia nera | Classifica scalatori Maglia azzurra | Classifica degli svizzeri Maglia rossa | Premio combattività | Classifica a squadre |
| ------------------ | ------------------- | --------------------------------- | ------------------------------ | ----------------------------------- | -------------------------------------- | ------------------- | -------------------- |
| 1ª                 | Fabian Cancellara   | Fabian Cancellara                 | Fabian Cancellara              | non assegnata                       | Fabian Cancellara                      | non assegnato       | Lotto-Soudal         |
| 2ª                 | Peter Sagan         | Jürgen Roelandts                  | Fabian Cancellara              | Matthias Krizek                     | Fabian Cancellara                      | Marcel Wyss         | Lotto-Soudal         |
| 3ª                 | Peter Sagan         | Peter Sagan                       | Peter Sagan                    | Antwan Tolhoek                      | Silvan Dillier                         | Silvan Dillier      | Lotto-Soudal         |
| 4ª                 | Maximiliano Richeze | Peter Sagan                       | Peter Sagan                    | Antwan Tolhoek                      | Silvan Dillier                         | Jérémy Maison       | Lotto-Soudal         |
| 5ª                 | Darwin Atapuma      | Pierre Latour                     | Peter Sagan                    | Antwan Tolhoek                      | Mathias Frank                          | Darwin Atapuma      | Team Sky             |
| 6ª                 | Pieter Weening      | Wilco Kelderman                   | Maximiliano Richeze            | Antwan Tolhoek                      | Martin Elmiger                         | Pieter Weening      | Lotto-Soudal         |
| 7ª                 | Tejay van Garderen  | Warren Barguil                    | Maximiliano Richeze            | Antwan Tolhoek                      | Martin Elmiger                         | Matthias Brändle    | Team Katusha         |
| 8ª                 | Jon Izagirre        | Miguel Ángel López                | Maximiliano Richeze            | Antwan Tolhoek                      | Martin Elmiger                         | Jon Izagirre        | Team Katusha         |
| 9ª                 | Jarlinson Pantano   | Miguel Ángel López                | Maximiliano Richeze            | Antwan Tolhoek                      | Martin Elmiger                         | Miguel Ángel López  | Team Katusha         |
| Classifiche finali | Classifiche finali  | Miguel Ángel López                | Maximiliano Richeze            | Antwan Tolhoek                      | Martin Elmiger                         | -                   | Team Katusha         |

## Classifiche finali

### Classifica generale - Maglia gialla
| Pos. | Corridore          | Squadra    | Tempo     |
| ---- | ------------------ | ---------- | --------- |
| 1    | Miguel Á. López    | Astana     | 30h55'58" |
| 2    | Jon Izagirre       | Movistar   | a 12"     |
| 3    | Warren Barguil     | Giant      | a 18"     |
| 4    | Jarlinson Pantano  | IAM        | a 42"     |
| 5    | Andrew Talansky    | Cannondale | a 1'04"   |
| 6    | Tejay van Garderen | BMC        | a 1'26"   |
| 7    | Rui Costa          | Lampre     | a 2'09"   |
| 8    | Wilco Kelderman    | Lotto NL   | a 2'38"   |
| 9    | Simon Špilak       | Katusha    | a 2'48"   |
| 10   | Sergej Černeckij   | Katusha    | a 5'08"   |

### Classifica a punti - Maglia nera
| Pos. | Corridore           | Squadra  | Punti |
| ---- | ------------------- | -------- | ----- |
| 1    | Maximiliano Richeze | Etixx    | 56    |
| 2    | Peter Sagan         | Tinkoff  | 26    |
| 3    | Miguel Ángel López  | Astana   | 20    |
| 4    | Jon Izagirre        | Movistar | 18    |
| 5    | Iljo Keisse         | Etixx    | 18    |

### Classifica scalatori - Maglia azzurra
| Pos. | Corridore          | Squadra | Punti |
| ---- | ------------------ | ------- | ----- |
| 1    | Antwan Tolhoek     | Roompot | 104   |
| 2    | Pieter Weening     | Roompot | 50    |
| 3    | Darwin Atapuma     | BMC     | 42    |
| 4    | Tejay van Garderen | BMC     | 39    |
| 5    | Miguel Ángel López | Astana  | 30    |

### Classifica degli svizzeri - Maglia rossa
| Pos. | Corridore        | Squadra | Tempo     |
| ---- | ---------------- | ------- | --------- |
| 1    | Martin Elmiger   | IAM     | 31h23'03" |
| 2    | Michael Schär    | BMC     | a 5'00"   |
| 3    | Danilo Wyss      | BMC     | a 10'36"  |
| 4    | Marcel Wyss      | IAM     | a 20'39"  |
| 5    | Michael Albasini | Orica   | a 36'44"  |

### Classifica a squadre
| Pos. | Squadra               | Tempo     |
| ---- | --------------------- | --------- |
| 1    | Team Katusha          | 93h12'34" |
| 2    | Movistar Team         | a 4'53"   |
| 3    | BMC Racing Team       | a 7'33"   |
| 4    | CCC Sprandi Polkowice | a 17'40"  |
| 5    | IAM Cycling           | a 25'22"  |